# Encarna Granados Aguilera
Encarna Granados Aguilera (Sarrià de Ter, 30 de gener de 1972) és una atleta catalana.
Després de fer una prova de fons de 2.000 metres a la Devesa de Girona la van convidar a entrenar al GEIEG. Es va dedicar a la marxa perquè mancava gent per la prova de marxa de lliga.
Va ser campiona d'Espanya en categoria absoluta de 3.000 m en pista coberta (1992, 1994), 10.000 m en pista (1993, 1994, 1995, 2000) i 10 km en ruta (1992, 1994, 1995, 1997), i campiona de Catalunya dels 10 km marxa (1996-99, 2002). Establí els rècords estatals de 3.000 m obstacles (1999) i 10.000 m en ruta (1993) i pista (2000).
Ha participat en els Jocs Olímpics de Barcelona 1992, Atlanta 1996 i Sydney 2000, així com en diversos mundials, com el Campionat Mundial d'Atletisme de 1993 a Stuttgart, on obtingué la medalla de bronze en els 10 km marxa i de Göteborg el 1995. I dos Campionats d'Europa (1994 i 1998). Ha estat campiona de Catalunya de marató per relleus (2008).